# オーギュスト・フェイアン＝ペラン
オーギュスト・フェイアン＝ペラン（François Nicolas Augustin Feyen、通称: Auguste Feyen-Perrin、1826年4月12日 - 1888年10月14日）はフランスの画家、版画家である。

## 略歴
現在のムルト＝エ＝モゼル県のベ＝シュル＝セイユに生まれた。父親は徴税請負人で兄のジャック・ウジェーヌ・フェイアン(Jacques-Eugène Feyen:1815-1908)はオーギュストが15歳の時には画家、版画家として認められていて、通称のフェイアン＝ペランは兄の作品と区別するために、母親の姓ペランを付加して名乗ったものである。兄から美術教育を受けた後、ナンシーの美術学校で学び、ミシェル・マルタン・ドロランの画塾で学び、1848年にパリの国立高等美術学校に入学しレオン・コニエやアドルフ・イヴォンに学んだ。
人物画や風俗画を専門とし、1853年にサロン・ド・パリに初めて出展した。生涯を通じてサロンに出展し、1865年、1867年、1874年に入選した。1865年にエッチング版画家協会(Société des aquafortistes)の会員に選ばれ、版画出版の重要な人物アルフレッド・カダール(Alfred Cadart:1828–1875)と仕事をした。
兄と友人となった、ジュール・ブルトンと夏はブルターニュのカンカルで過ごし、地域のの農民の日常の姿を描いた。
ギュスターヴ・クールベの親しい友人で、クールベが1870年に、パリ・コミューンのコミューン美術委員会議長になった時に協力したが、クルーベの亡命後もフェイアン＝ペランの地位は保たれ、1878年にレジオンドヌール勲章を受勲した。

## 作品
- カンカルの農民
- ロバと村の女
- ギ・ド・モーパッサン

- アルフレッド・ベルポーの解剖講義
- 漁師の帰りを待つ人々
- ナンシーの戦いの後、ブルゴーニュ公の遺体の発見の場面